# Санта-инес-яцечийский сапотекский язык
Санта-инес-яцечийский сапотекский язык (Santa Inés Yatzechi Zapotec, Southeastern Zimatlán Zapotec, Zapoteco de Santa Inés Yatzechi, Yatzechi Zapotec, Zapoteco de Zegache) — сапотекский язык, на котором говорят в центре штата Оахака, в округе Симатлан, южнее города Оахака-де-Хуарес и западнее города Окотлан-де-Морелос в Мексике.
Санта-инес-яцечийский сапотекский язык имеет саачиланский диалект (Zaachila).